# 多度津駅
多度津駅（たどつえき）は、香川県仲多度郡多度津町栄町三丁目にある、四国旅客鉄道（JR四国）・日本貨物鉄道（JR貨物）の駅である。駅案内パネルのコメントは「四国鉄道と少林寺拳法発祥の駅」。

## 概要
予讃線を所属線とし、土讃線を加えた2路線が乗入れ、その分岐駅となっている。土讃線は当駅が起点であるが、予讃線高松駅方面へ直通する列車が数多く設定されている。全特急列車が停車する。駅番号は予讃線がY12、土讃線がD12である。
車両工場（多度津工場）と多数の留置線が併設されたJR四国の要衝であり、乗務員区所である多度津運転区も併設されている。予讃線高松方面から続く複線区間はこの駅で終わり、予讃線松山方面や土讃線方面は単線になる。
かつては高松駅発着・岡山駅発着特急列車がこの駅で分割併合を行っていた。2002年（平成14年）3月23日のダイヤ改正後にその役割は宇多津駅に移されたが、特急「しおかぜ」・「いしづち」の下り4本・「南風」・「しまんと」の下り1本は現在も当駅で併合を行っている。また、当駅は2017年4月に運転を開始した観光列車四国まんなか千年ものがたりの始発・終着駅となっている。

## 歴史
- 1889年（明治22年）5月23日：私鉄讃岐鉄道の駅として、丸亀駅 - 琴平駅間の開通時に開業[3][4][13]。
  - 開設当初は、阪神方面からの航路に接続するため港に近接した場所（後の浜多度津駅の場所[4]）に設置され、線形がスイッチバックとなっていた。また、駅構内に車両修繕工場（現・多度津工場）が開設されている。
- 1903年（明治36年）：山陽鉄道が尾道駅 - 当駅間に航路を開設。
- 1904年（明治37年）12月1日：讃岐鉄道が山陽鉄道に買収され、同社の駅となる[14]。
- 1906年（明治38年）12月1日：山陽鉄道が国有化され、官設鉄道（後の日本国有鉄道）の駅となる[4][14]。
- 1910年（明治43年）6月12日：宇高連絡船（宇野駅 - 高松駅間）開設[14]により、尾道駅 - 当駅間航路を民間に譲渡。
- 1913年（大正2年）12月20日：当駅 - 観音寺駅間開通。それに伴い当駅をスイッチバックせずに運転出来る現在地に移転[4]。旧駅施設を流用し、貨物駅の浜多度津駅が開業[5]。
- 1953年（昭和25年）10月23日 - 昭和天皇のお召し列車が多度津駅に停車。駅前奉迎が行われた（昭和天皇の戦後巡幸）[15]。
- 1969年（昭和44年）10月1日：配達取扱廃止[4]。
- 1971年（昭和46年）4月1日：貨物取扱廃止[4]。
- 1979年（昭和54年）7月1日：当駅 - 浜多度津駅間の貨物線を廃止[6]。但し、全線が多度津工場への構内側線として現在まで使用されている[6]。
- 1986年（昭和61年）11月1日：荷物扱い廃止[4]。
- 1987年（昭和62年）
  - 3月31日：貨物取扱再開する[4]（実績は無し）。
  - 4月1日：国鉄分割民営化により四国旅客鉄道（JR四国）・日本貨物鉄道（JR貨物）の駅となる[4]。
- 1990年（平成2年）6月10日：駅舎一部改築[16]。
- 2012年（平成24年）3月17日：ダイヤ改正により、全特急列車が停車するようになる。
- 2014年（平成26年）3月1日：ICカード「ICOCA」の利用が可能となる[17]。ICカード専用簡易改札機で対応。
- 2018年（平成30年）3月26日：駅の真上を跨ぎ津波襲来の際の避難路ともなる歩行者・自転車用跨線橋（自由通路）の供用が開始された[18]。これに伴い、駅西側の老朽化した旧跨線橋は通行止となり、将来的には撤去される予定である[19]。
  - 7月5日：四国キヨスクが運営する駅売店が駅前に移転し、四国まんなか千年ものがたりのラッピングを施した「セブンイレブンKiosk多度津駅前店」としてオープン[20]。
- 2021年（令和3年）3月31日：社員食堂「構内食堂」が閉店[7][8][9][21]。

### 文化財

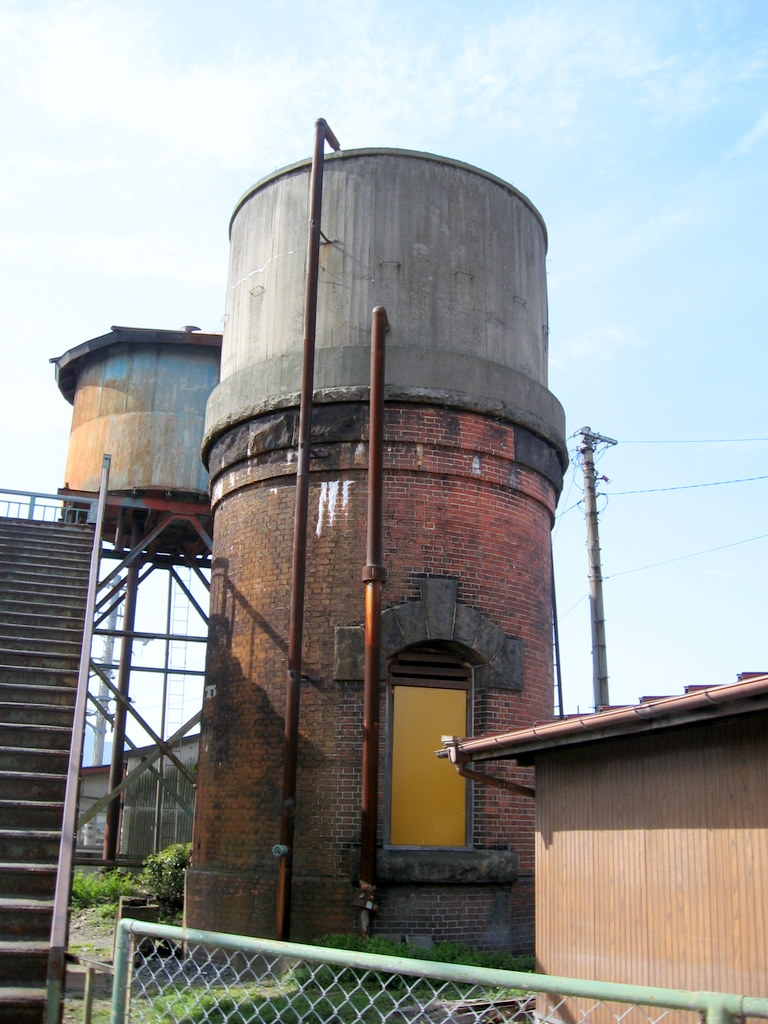
給水塔と「構内食堂」（2007年2月）

構内の2施設が国の登録有形文化財に登録されている。
- 転車台[22]
- 給水塔[1][7][23]

このうち給水塔については老朽化や耐震性の観点から2024年に取り壊しがきまり、同年11月13日から着工して12月中旬に解体が完了する見込みである。

## 駅構造
島式ホーム2面4線と木造駅舎を有する地上駅、ホーム間は地下道で連絡されている。1日の乗降客数が2000人を超えているがエレベーター・エスカレーターなどのバリアフリー設備は無く、車いす利用の際は構内の職員専用通路を駅係員付添で通るようになっている。

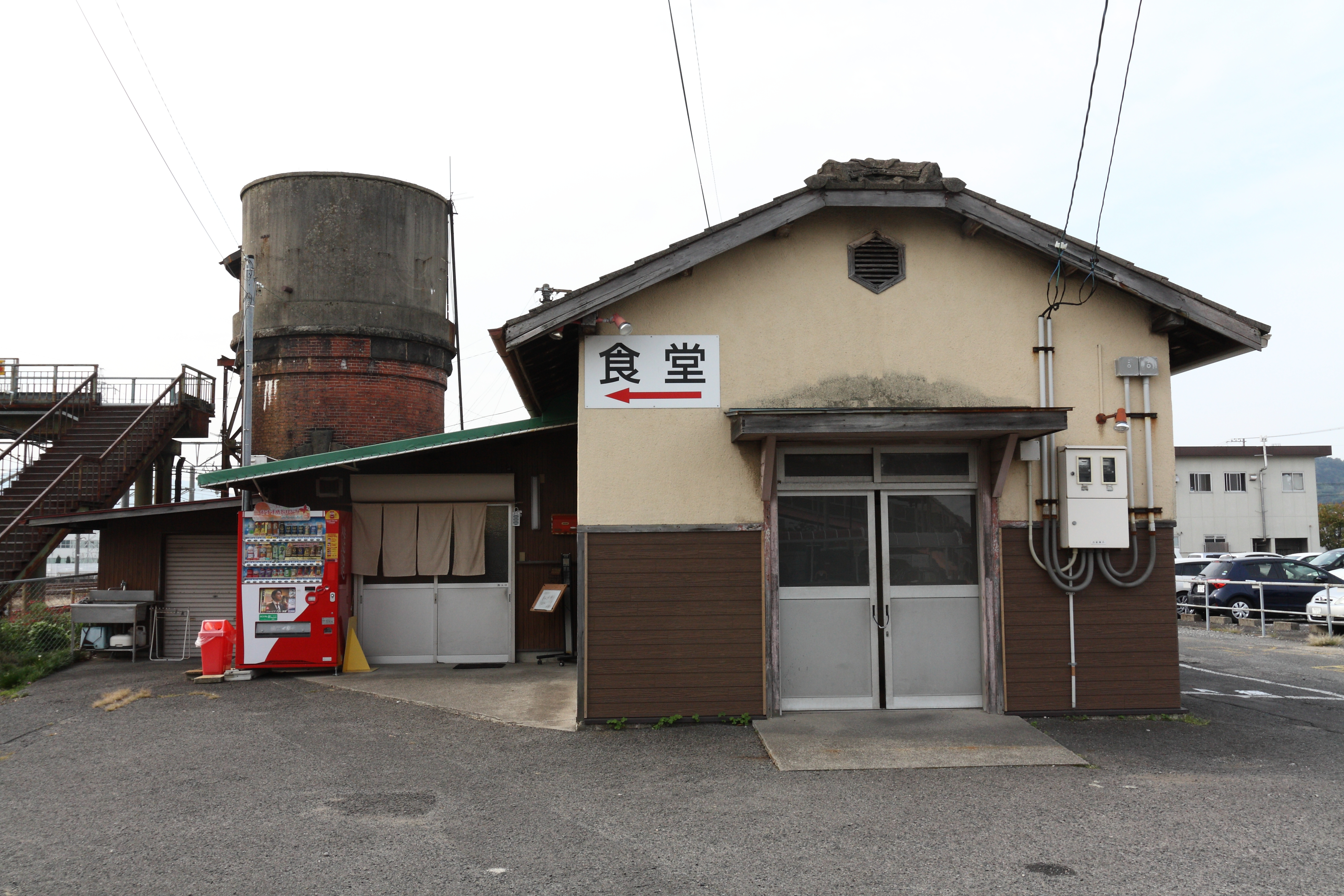
2021年3月で閉店した構内食堂（2018年10月）

かつて当駅には給水塔のそばに「構内食堂」（表向きは社員専用であったが実際は社員以外でも利用可能であった）が営業していたが、2021年に老朽化もあり営業終了し、建物は解体された。なお、この「構内食堂」は同年に善通寺市の善通寺西側に移転、店舗名を「善通寺構内食堂」として営業を再開している。

### のりば
| のりば | 路線    | 方向 | 行先                         | 備考                                    |
| ------ | ------- | ---- | ---------------------------- | --------------------------------------- |
| 1・2   | ■予讃線 | 上り | 宇多津・坂出・高松・岡山方面 | 一部列車は宇多津駅から■瀬戸大橋線へ直通 |
| 3・4   | ■予讃線 | 下り | 観音寺・松山方面             |                                         |
| 3・4   | ■土讃線 | 下り | 琴平・高知方面               |                                         |

付記事項
- 主として奇数番線に予讃線方面列車、偶数番線に土讃線方面列車が発着するが、例外もある。予讃線同士・土讃線同士の緩急接続も、上下とも可能である。
- のりばは瀬戸内海側から1 - 4番のりばであるが、運行上は駅舎の側線から1 - 5番線である。

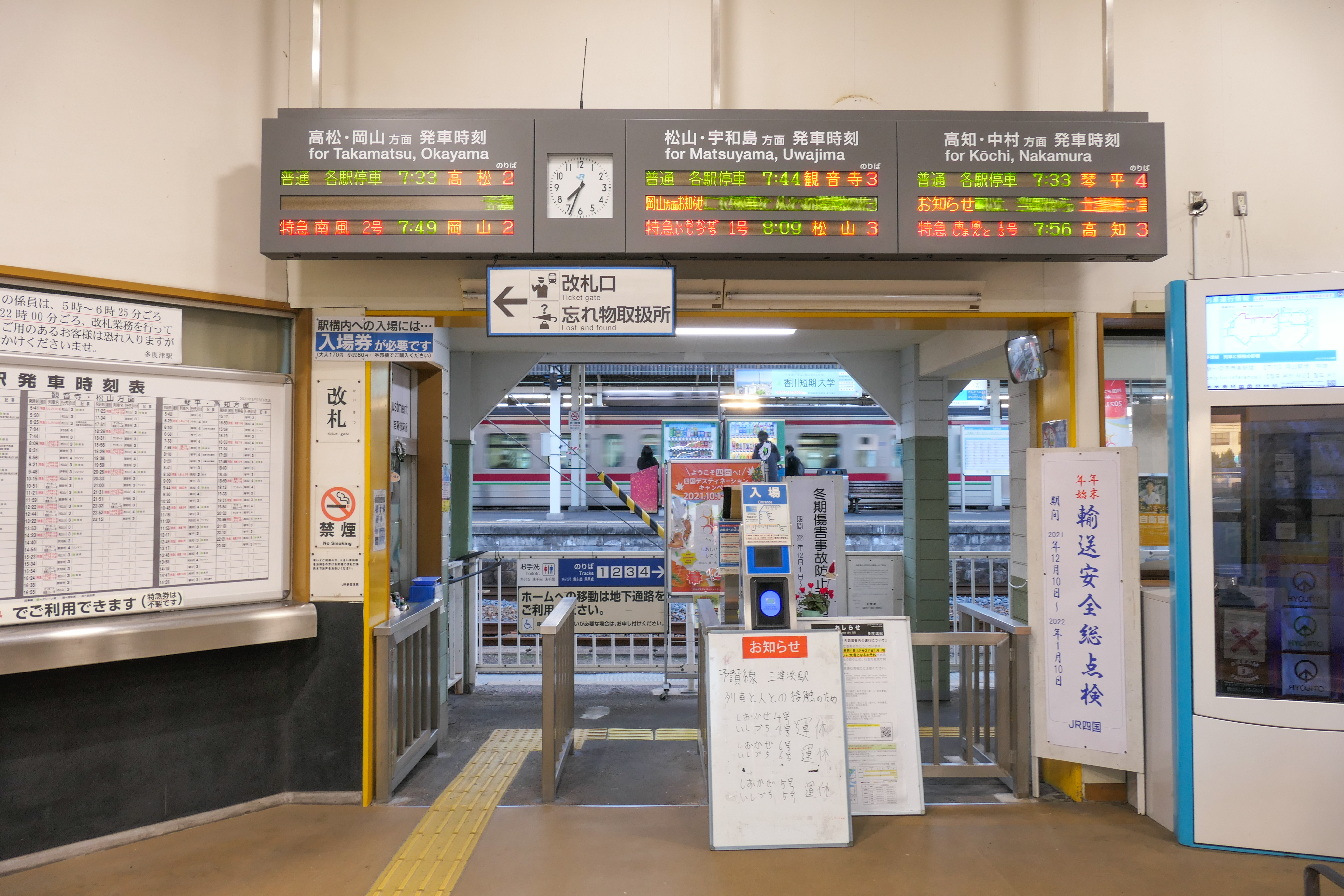
改札口（2021年12月）
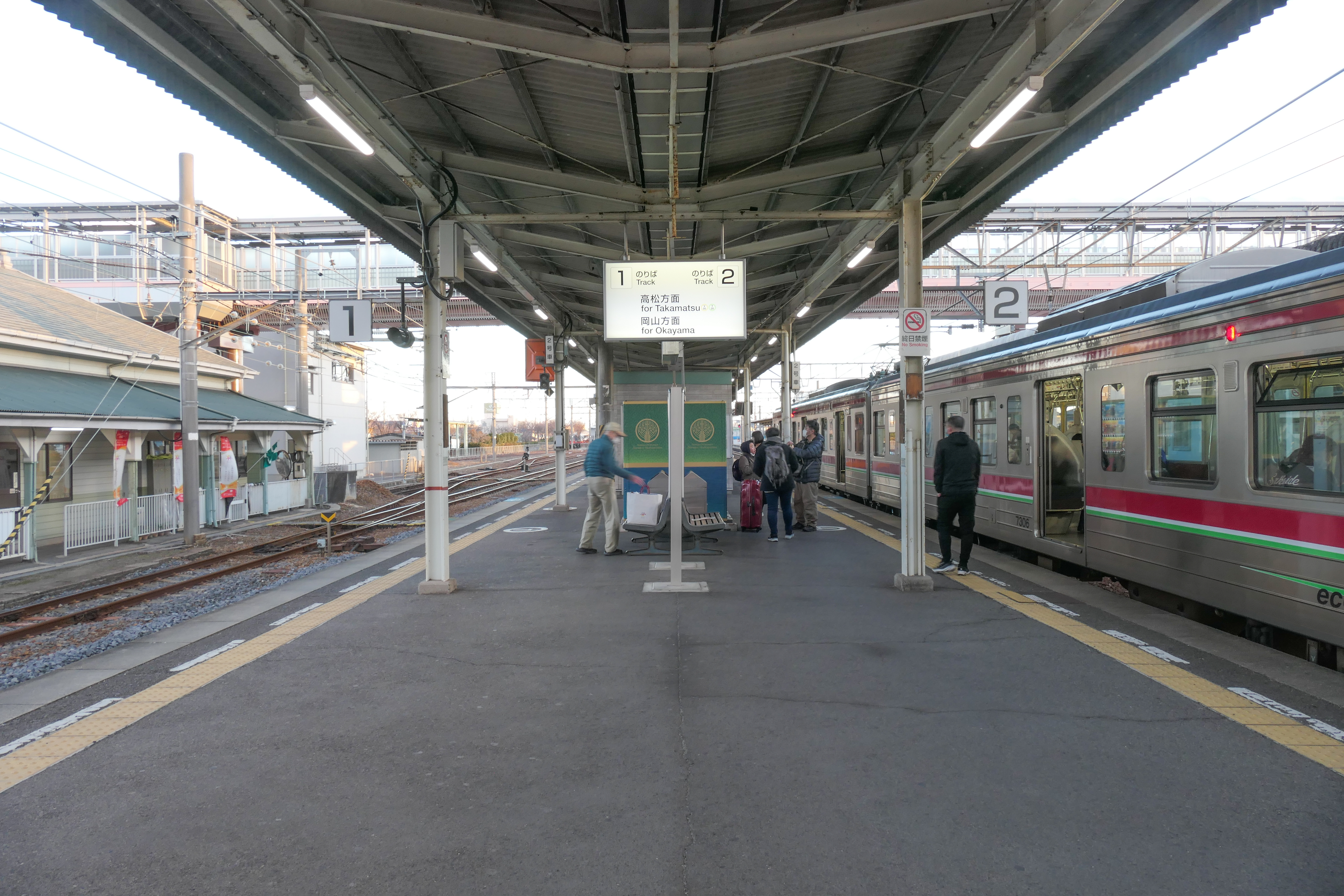
1・2番のりば（2021年12月）
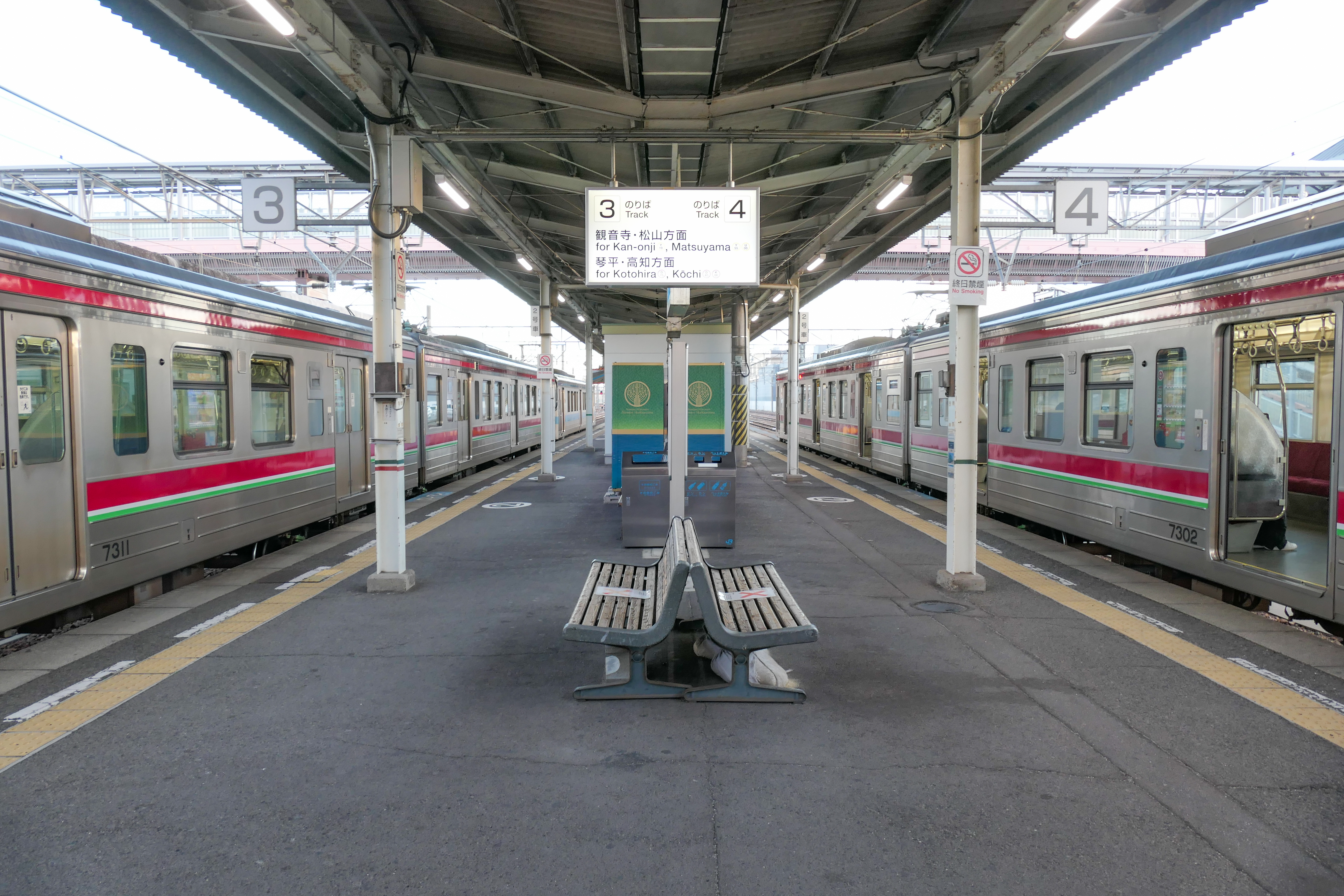
3・4番のりば（2021年12月）
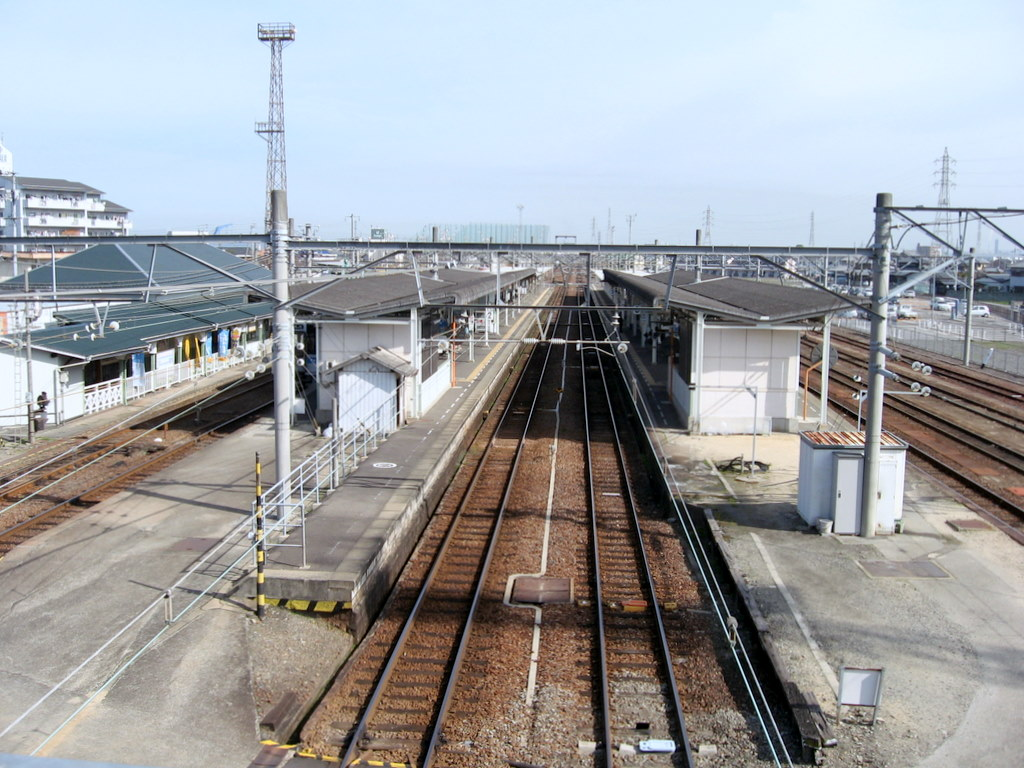
構内（2007年2月）

## 貨物駅
JR貨物の駅は旅客駅に併設されている。1971年より定期貨物列車設定はないが、臨時車両輸送列車が発着することがある。松山運転所・高知運転所に配置される新型車両搬入の際はここで引渡しが成され、当駅から先は自力で回送される。

## 利用状況
近年の1日平均乗車人員は以下の通り。
| 乗車人員推移 | 乗車人員推移 |
| 年度         | 1日平均人数  |
| ------------ | ------------ |
| 2013         | 2,092        |
| 2014         | 2,012        |
| 2015         | 2,071        |
| 2016         | 2,102        |
| 2017         | 2,095        |
| 2018         | 2,122        |
| 2019         | 2,094        |
| 2020         | 1,675        |

## 駅周辺
- 「四国鉄道発祥の地」記念碑[1]
- 蒸気機関車58685（8620形）（屋外展示）[1]
- 多度津町役場
- 少林寺拳法総本山
- 多度津港
- 桃陵公園 - 戦前の国定教科書（国語）に掲載された「一太郎やあい」の逸話にちなむ像がある。
- 四国旅客鉄道多度津工場
- RITA学園高等学校
- 道隆寺（四国霊場第七十七番札所）
- 香川県立多度津高等学校
- 多度津町立多度津小学校
- 多度津郵便局
- 多度津町立明徳会図書館

## 隣の駅
四国旅客鉄道（JR四国）
■予讃線
- 特急「しおかぜ」「いしづち」「モーニングEXP高松」停車駅

■快速「サンポート」・■普通
讃岐塩屋駅 (Y11) - 多度津駅 (Y12) - 海岸寺駅 (Y13)
■土讃線
- 特急「南風」「しまんと」停車駅、「四国まんなか千年ものがたり」発着駅

■快速「サンポート」（土讃線内は各駅に停車）・■普通
（讃岐塩屋駅 - ）多度津駅 (D12) - 金蔵寺駅 (D13)

### 廃止路線
日本国有鉄道
予讃本線貨物支線
多度津駅 - （貨）浜多度津駅